# Основание Хартов
Основание Хартов (англ. The Hart Foundation) — группировка рестлеров, выступавших в World Wrestling Federation (ныне WWE). Основывалась на близких друзьях и членах семьи Хартов. С 1985 по 1990 год состояла из Джима Нейдхарта и Брета «Хитмэна» Харта. В 1991 году Джим объединился с Оуэном Хартом из-за ухода Брета. Позже в 1997 году присоединились Британский Бульдог и Брайан Пиллман, а также вернулся Брет Харт.
Основание Хартов считается одной из самых известных группировок WWE. В 2019 году группировка в составе Брета Харта и Джима Нейдхарта включена в Зал славы WWE.

## История

### Оригинальное Основание Хартов

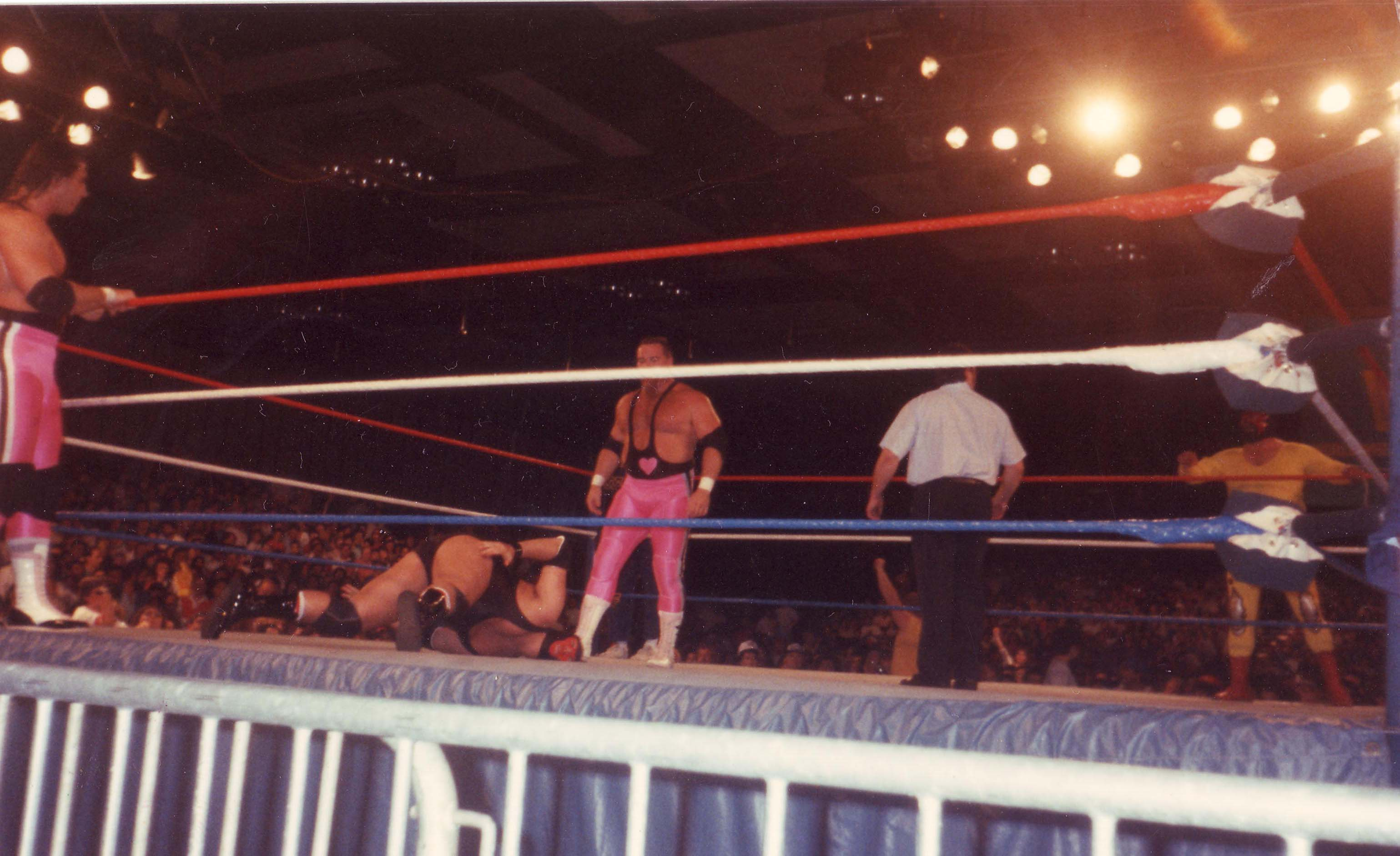
Брет и Джим на ринге

Изначально название «Hart Foundation» с 1985 года использовалось исключительно командой Брета Харта и Джима Нейдхарта под руководством менеджера Джимми Харта. Они выступали в федерации World Wrestling Federation. Идея создания «Основания Хартов» принадлежала Брету, который был недоволен предложенной руководством WWF ролью ковбоя. Первоначально предложение было отвергнуто и только через несколько месяцев, когда Харт уже собирался уходить из компании, начальство решило дать ему шанс.
В дальнейшем группировка не просто стала известной, а повлияла на развитие командных боёв рестлеров в Северной Америке в 1980-х. У Хартов, помимо полного взаимопонимания, было удачное сочетание: Брет специализировался на разнообразных технически сложных приёмах, а Джим Нейдхарт же полагался на грубую силу.
Брет и Джим дважды становились командными чемпионами WWF, победив «Британских бульдогов» в 1987 и «Demolition» в 1990. Команда распалась из-за ухода Брета после проигрыша титула «Противным мальчикам» на событии Рестлмания VII.

### Новое Основание Хартов
В 1991 году, после Рестлмании VII, Брет начал сольную карьеру, а его младший брат Оуэн Харт объединился с Джимом Нейдхартом. Так сформировалось «Новое Основание Хартов». Согласно заявлениям официальных лиц руководства WWF команда «была необходима с экономической точки зрения», хотя в итоге она сильно уступала в этом плане личной карьере Брета в те годы. Однако «Новое Основание Хартов» позволило в полной мере раскрыть мастерство Оуэна и дать толчок его будущей карьере. «Новое Основание Хартов» оказалось менее успешным проектом, чем оригинальное «Основание Хартов», несколько раз «замораживалось» до неопределённого времени, а в 1994 году было окончательно расформировано.

### Основание Хартов
В 1997 году группировка была возрождена для развития нового сюжета. После Рестлмании XIII, на которой Брет Харт нечестно победил Стива Остина, отыгрывая злодея, «Хитмэн» объединился с бывшими командными партнёрами Оуэном Хартом и Джимом Нейдхартом, а также с Британским бульдогом и Брайаном Пиллманом под старым названием «Основание Хартов». Это произошло для дальнейшего фьюда с «Ледяной Глыбой», Кеном Шемроком, Патриотом и Голдастом. По сюжету группировка представляла собой объединение канадцев и англичан, члены которого придерживаются антиантиамериканских взглядов и открыто об этом заявляют. На самом деле, все члены группировки имели гражданство США (Брет, Оуэн и Джим имели двойное гражданство). В Канаде и Соединённом Королевстве зрители относились к ним «по-родственному», а вот в США они стали одними из самых ненавистных рестлеров.
Таким образом, «Основание Хартов» снова обрело известность. Члены группировки владели почти всеми титулами компании: поясом чемпиона мира в тяжёлом весе WWF, Интерконтинентальным и Европейским поясами WWF, поясами командных чемпионов WWF.
Однако это продолжалось недолго. 5 октября Пиллман был найден мёртвым в своем номере отеля. Причиной смерти был назван инфаркт миокарда, спровоцированный ранее необнаруженным сердечным заболеванием. Месяц спустя, на Survivor Series 1997 года, Брет Харт, собиравшийся в скором времени покинуть WWF, чтобы стать рестлером WCW, проиграл пояс чемпиона мира WWF в тяжелом весе Шону Майклзу в печально известном «Монреальском обломе». Больше «Хитмэн» в WWF не появлялся. Поскольку Брет был лидером «Основания Хартов», группа была распущена. Нейдхарт и Бульдог присоединились к Брету в WCW, а Оуэн остался работать в WWF, боясь получить иск за нарушение контракта в случае своего ухода.

## Составы

### 1985—1991
| Участники     | Название         |
| ------------- | ---------------- |
| Брет Харт     | Основание Хартов |
| Джим Нейдхарт | Основание Хартов |

### 1991—1994
| Участники     | Название               |
| ------------- | ---------------------- |
| Оуэн Харт     | Новое Основание Хартов |
| Джим Нейдхарт | Новое Основание Хартов |

### 31 марта 1997—9 ноября 1997
| Участники          | Название         |
| ------------------ | ---------------- |
| Брет Харт          | Основание Хартов |
| Оуэн Харт          | Основание Хартов |
| Брайан Пиллман     | Основание Хартов |
| Джим Нейдхарт      | Основание Хартов |
| Британский Бульдог | Основание Хартов |

### 2007—2010
| Участники        | Название        |
| ---------------- | --------------- |
| Дэвид Смит       | Династия Хартов |
| Тайсон Кидд      | Династия Хартов |
| Наталья Нейдхарт | Династия Хартов |
| Тедди Харт       | Династия Хартов |
| Брет Харт        | Династия Хартов |

## Титулы и награды

### Как командные партнеры
- Журнал Pro Wrestling Illustrated
  - 37-е место в рейтинге «100 лучших команд» в 2003 году[3]
- World Wrestling Federation / Entertainment
  - Командные чемпионы WWF (2 раза) — Джим Нейдхарт и Брет Харт[12]
  - Командные чемпионы WWF (1 раз) — Джим Нейдхарт и Оуэн Харт[12]
  - Командные чемпионы WWF (1 раз) — Британский бульдог и Оуэн Харт[12]
  - Мировые командные чемпионы (1 раз) — Дэвид Харт Смит и Тайсон Кидд
  - Командные чемпионы WWE (1 раз) — Дэвид Харт Смит и Тайсон Кидд
- Wrestling Observer Newsletter
  - Вражда года (1997) Основание Хартов против Стива Остина
- Florida Championship Wrestling
  - Командные чемпионы FCW (1 раз) — Гарри Смит и Ти Джей Уилсон
- Jersey All Pro Wrestling[англ.]
  - Командные чемпионы JAPW (1 раз) — Тедди Харт и Джек Эванс
- Memphis Championship Wrestling[англ.]
  - Командные чемпионы южного MCW (1 раз) — Блю Мини и Джим Нейдхарт

### Личные достижения
- World Wrestling Federation / Entertainment
  - Король Ринга (1994) — Оуэн Харт
  - Чемпион мира в тяжёлом весе WWF (1 раз) — Брет Харт[13]
  - Интерконтинентальный чемпион WWF (2 раза) — Оуэн Харт[14]
  - Европейский чемпион WWF (1 раз) — Британский бульдог[15]
  - Чемпион Соединённых Штатов WWE (1 раз) — Брет Харт